# Karlskron
Karlskron è un comune tedesco di 4 641 abitanti, situato nel land della Baviera.

## Storia
Karlskron fu fondata alla fine del XVIII secolo come primo insediamento di coloni nel Donaumoos. Le prime case furono costruite a partire dal 1791 lungo la Moosstraße, appena costruita, da Reichertshofen a Lichtenau. La colonia fu chiamata Karlskron in onore dell'Elettore Karl Theodor. Il 26 maggio 1794 l'Elettore ispezionò personalmente i progressi della colonizzazione del muschio, che è ricordata da una targa commemorativa sull'attuale municipio. Questo edificio, il più antico di Karlskron, è stato prima il Moosgericht, poi la sede dell'Hofmarksherr Franz Seraph Grill, il convento delle Suore Povere della Scuola per 120 anni e dal 1973 è la sede dell'amministrazione comunale.
Nel 1793, i coloni avevano richiesto una chiesa, un sacerdote e un insegnante alla Commissione Culturale di Donaumoos per le 40 famiglie a causa delle lunghe distanze dai villaggi vicini. Nel 1804 fu istituita una curazia parrocchiale e dal 1806 - interrotto dalle guerre napoleoniche - fu costruita la chiesa parrocchiale fino al 1815.
Le parrocchie di Pobenhausen e Adelshausen sono state incorporate il 1º maggio 1978.